# Адамово (Брестская область)
Адамово (бел. Адамова) — деревня в Дрогичинском районе Брестской области Белоруссии. Входит в состав Осовецкого сельсовета.

## География
Деревня находится в южной части Брестской области, к северу от Днепровско-Бугского канала, при автодороге Н-670, на расстоянии приблизительно 14 километров (по прямой) к юго-востоку от города Дрогичина, административного центра района. Абсолютная высота — 143 метра над уровнем моря. Площадь населённого пункта — 0,8787 км².

## История
По состоянию на 1905 год, в Адамове проживало 280 человек. В административном отношении деревня входила в состав Осовецкой волости Кобринского уезда Гродненской губернии.
Согласно Рижскому мирному договору (1921), деревня вошла в состав межвоенной Польши. Входила в состав гмины Осовце Дрогичинского повета Полесского воеводства. В 1921 году числилось 132 жителя, проживавших в 38 домах. В этническом составе населения того периода белорусы составляли 100 %. В конфессиональном составе населения преобладали православные христиане (100 %).
С 1939 года в БССР, с 1940 года в составе Белинского сельсовета.

## Население
По данным переписи 2019 года, в деревне проживало 64 человека.
| Год  | Население, человек |
| ---- | ------------------ |
| 1905 | 280                |
| 1921 | ↘ 132              |
| 1960 | ↗ 317              |
| 1970 | ↗ 376              |
| 1995 | ↘ 182              |
| 2005 | ↘ 139              |
| 2009 | ↘ 106              |
| 2019 | ↘ 64               |